# Văleni (Neamț)
Văleni ist eine Gemeinde im Kreis Neamț in der Westmoldau in Rumänien.

## Geographie
Văleni befindet sich etwa 45 Kilometer nordöstlich der Stadt Piatra Neamț (Kreuzburg an der Bistritz) und etwa 40 km nordwestlich von der Stadt Roman (Romesmarkt) entfernt. Die Gemeinde umfasst die Dörfer Valeni, David, Moreni und Munteni.
Die Hälfte der Gemeindefläche ist bewaldet, der Rest teilt sich in Weiden (235 ha), Obstanbauflächen (40 ha), Weinberge (10,4 ha) sowie Wasserflächen (44 ha), Straßen (45 ha) und sonstige bebaute Flächen auf. Bemerkenswert ist die große Vielfalt an einheimischen Bäumen: Neben einer einzigartigen Eichenart (Quercus vilmoriniana) wachsen sowohl Eiben, Kiefern, Fichten und sogar Ginkgo-Bäume in Văleni. Außerdem kommen seltene Magnolien vor.
In der Gemeinde Văleni herrscht ein gemäßigt kontinentales Klima mit einer Jahresdurchschnittstemperatur von etwa 9 °C. Der jährliche Niederschlag beträgt etwa 450–530 mm.

## Geschichte
Der Ort Văleni wurde erstmals am 14. April 1506 erwähnt. 1519 wurde die orthodoxe Dorfkirche von Văleni gebaut; insgesamt befinden sich auf die vier Dörfer verteilt vier Kirchen sowie ein Herrenhaus, dazu in David auch die katholische Kirche "Duminica Rusaliilor". In Moreni gibt es eine weitere Kirche, die der heiligen Parascheva geweiht ist und 1866 eingeweiht wurde. Einer Legende nach kam die Ikone der heiligen Parascheva aus einem niedergebrannten Kloster nach Moreni, von dem wie durch ein Wunder nur die Statue unversehrt blieb.

### Archäologische Ausgrabungen
1958–1967 fanden in der Umgebung archäologische Ausgrabungen einer bronzezeitlichen Siedlung namens "Dealul lui Dănila" statt. Im Herbst 1965 wurden außerdem beim Pflügen von einem Bauern alte karpische Gräber entdeckt.

## Bevölkerung
Die Gemeinde Văleni hatte 2010 insgesamt 1801 Einwohner, davon 935 Männer und 866 Frauen. 259 Personen sind unter 18 Jahre alt, denen allerdings 800 Rentner gegenüberstehen. Wie auch im restlichen ländlichen Rumänien hat auch Văleni mit Abwanderung zu kämpfen.
| Dorf    | Einwohner (2021) |
| ------- | ---------------- |
| Văleni  | 493              |
| David   | 51               |
| Moreni  | 266              |
| Munteni | 398              |

## Wirtschaft und Infrastruktur

### Wirtschaft
In Văleni sind die größten Wirtschaftsfaktoren die Land- und Forstwirtschaft, Weinbau, Obstanbau und daneben noch Schaf- und Geflügelzucht. Weiterhin sind einige Einwohner im Einzelhandel beschäftigt.

### Schulen und Kindergärten
In der Gemeinde gibt es zwei Kindergärten und drei Schulen. In Valeni und Munteni befinden sich Kindergärten mit jeweils einer Erzieherin und rund 20 Kindern.
Es gibt außerdem je eine Grundschule am Rande von Munteni und im Zentrum von Moreni (Klassen 1–4) sowie in Văleni eine Mittelschule (Klassen 1–8), die 1865, ein Jahr nach Einführung der Schulpflicht in Rumänien, eröffnet wurde.

## Freizeit
In der Gemeinde gibt es insgesamt drei Fußballmannschaften, die sich aus Einwohnern der Dörfer Văleni, Moreni und Munteni zusammensetzen. Weiterhin gibt es eine Bibliothek und Kulturzentren in Văleni und Moreni.